# Velux

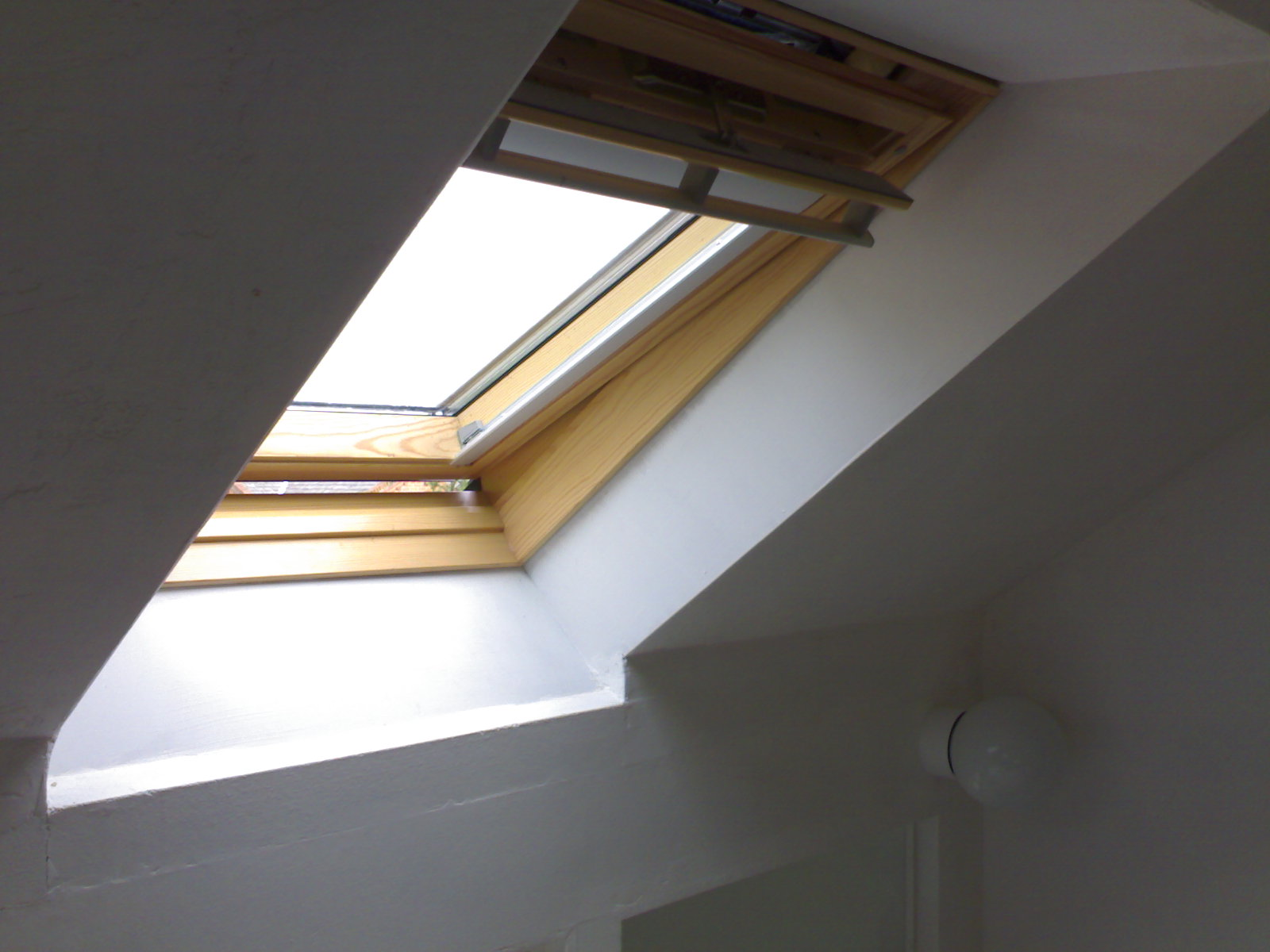
Finestra a tetto VELUX

Velux è un'azienda danese specializzata nella produzione di finestre e lucernari.

## Storia
L'azienda nasce in un piccolo paese della Danimarca nel 1941. Al tempo un giovane ingegnere danese viene incaricato di progettare una soluzione per portare luce in una scuola, con aule buie sotto al tetto. Anziché pensare a semplici superfici vetrate fisse, si inventa una vera e propria finestra, che possa essere aperta. Nasce così la prima finestra per tetti al mondo, che viene chiamata "Velux" dalla combinazione di due parole latine: ve (ventilatio) e lux (luce).
La gamma di prodotti dell'azienda comprende finestre per tetti e lucernari modulari, tende decorative, schermature solari e tapparelle. Il Gruppo Velux ha siti produttivi e filiali commerciali in 37 paesi e circa 11.900 dipendenti nel mondo. Il gruppo VELUX fa capo a VKR Holding A/S, una società a responsabilità limitata di proprietà della Villum Foundation e di appartenenti alla famiglia Kann Rasmussen.